# Jacques de Fauran
Jacques de Fauran, ou Jacobus de Favari, est un architecte du XIVe siècle, né vers 1290, et mort après 1336, probablement entre 1346 et 1348 d'après Christian Freigang.

## Biographie
Jacques de Fauran est le fils de Dominique de Fauran, Dominicus de Fabiano. 
Dominique de Fauran a été appelé à Narbonne pour la construction de la cathédrale Saint-Just-et-Saint-Pasteur. Il serait arriver à Narbonne, en 1295. Il aurait transmis le poste de « maître principal de la cathédrale de Narbonne » à son fils en 1309. Une liste des habitants d'une tour réservée aux maîtres d'œuvre de la cathédrale depuis 40 ans, établie en 1349 par le chapitre de la cathédrale, donne les noms de Dominicus de Fabiano et de son fils Jacobus, désignés magistri principales fabrice. Dans cette énumération Raymond Aycard est magister fabrice, ensuite Pierre Daniel est d'abord qualifié de maître puis de maître principal. 
C'est sous l'évêque de Gérone Pere de Rocabertí (1318-1324) que Jacques de Fauran, appelé Jacobo de Favari dans une copie fautive de l'acte cité par Victor Mortet, est demandé à Gérone pour diriger la construction de la cathédrale Sainte-Marie de Gérone, en 1320. Son contrat mentionne qu'il doit être payé 1 000 sous barcelonnais et doit venir six fois par an pour suivre les travaux et donner ses ordres. Deux quittances de 1321 et 1322 montrent qu'il a bien assuré son contrat de maître d'œuvre de la cathédrale de Gérone ces années-là. En 1322, il est chargé de construire le tombeau de l'évêque de Gérone Guillem de Vilamari (1312-1318) dans la cathédrale. Il est remplacé comme maître d'œuvre de la cathédrale de Gérone par Guillelmus de Cursu, en 1330.
Un acte mentionne que Jacques de Fauran a des affaires à Perpignan en 1324 mais sans mentionner la nature de ses activités. Christian Freigang fait remarquer que la construction de la cathédrale Saint-Jean-Baptiste de Perpignan commence à cette date et que le type pilier de Perpignan est comparable à celui de Narbonne. Il a donc pu collaborer aux plans de la cathédrale de Perpignan. 
En 1329, il est nommé « Cives et habitator Narbone ». Il fait donc partie des citoyens de Narbonne qui élisent les consuls.
Un contrat de transfert de la direction des travaux de construction du pont dit de Belvèze, à Narbonne, est passé en 1329 entre les consuls de la ville et le maître maçon Bernard de Montecono. Les consuls se plaignent que les travaux confiés en 1327 à Jacobus de Fauranno ont été négligés et abandonnés par lui. Pierre Gautier, charpentier, procureur de Jacques de Fauran, a signé deux quittances en 1328 pour cet ouvrage.
En 1336, Jacques de Fauran est mentionné une dernière fois pour la construction d'un pont à Cuxac-d'Aude.
Dans un acte de procédure daté de 1346 citant Raymond Aycard indique « Acta fuerunt hec ... in presencia ...Raimundi Aycardi, massoni, seu operarii eclesie Narbone ... ». Christian Freigang en déduit qu'en 1346, Raymond Aycard n'est pas l'architecte de la cathédrale. Cette fonction était probablement toujours assurée par Jacques de Fauran plutôt qu'en 1336. En 1348, son épouse est veuve quand elle fait son testament en 1348. Jacques de Fauran aurait donc disparu entre 1346 et 1348, dans une période où la peste noire s'est diffusée dans la région.